# Денежкина, Ирина Викторовна
Ирина Викторовна Денежкина (род. 31 октября 1981, Свердловск) — российский прозаик и сценарист.

## Биография
Родилась 31 октября 1981 года в г. Свердловске в семье юрисконсульта Средне-Уральского книжного издательства. Окончила среднюю школу № 65.
В 1997 году поступила на факультет журналистики Уральского государственного университета имени А. М. Горького (УрГУ). Окончила УрГУ в 2003 году.
По её собственным словам писать начала рано, ещё в школе переписывала для друзей сериал «Элен и ребята» в «чернушном стиле» . Потом начала писать рассказы «для себя», стала давать их читать друзьям, которые порекомендовали ей поместить их в Интернете. Дебютировала под псевдонимом «Сестра Нигера», размещая свои рассказы на сайте Проза.ру.

Мне казалось, — вспоминает она сейчас, — что очень мало литературы, которую я сама люблю читать — про молодежь. Про тетек и дядек мне читать неинтересно. Когда в 40 лет идут какие-то женские метания от одного грузчика к другому слесарю — это меня не очень привлекает… А молодежь — она такая… молодая, стройная, высокая, веселая, красивая!
— «Ex Libris Независимой газеты», 4.07.2002
В 2002 году рассказы и рукописи 20-летней Ирины Денежкиной были номинированы кинокритиком Станиславом Зельвенским на премию «Национальный бестселлер», попали в шорт-лист премии, и за них проголосовали члены Малого жюри Ирина Хакамада и Сергей Шнуров (2002). С перевесом в один голос в конкурсе победил Александр Проханов с романом «Господин Гексоген».
В 2002 году издательство «Лимбус-пресс» выпустило сборник рассказов Ирины Денежкиной «Дай мне!». После чего о ней заговорили как о «надежде современной литературы».

При внешности фотомодели… это самая юная и успешная писательница нового поколения, поколения «пепси, пейджер, MTV».
— Сергей Чупринин, «Русская литература сегодня: путеводитель» (2003)
Права на издание сборника приобретены издательствами «Random House» и «Simon & Schuster». Книга «Дай мне!» издана в переводах в Великобритании, Германии, Голландии, Италии, Литве, Польше, США. Её издание на английском языке отмечено премией Independent Foreign Fiction Prize, присуждаемой газетой «Индепендент».
В 2011 году И. Денежкина переехала в Москву и стала работать сценаристом для канала ТНТ. Совместно с Семёном Слепаковым написала сценарий сериала «Озабоченные, или Любовь зла».

## Фильмография (сценарист)
- 2015 — Озабоченные, или Любовь зла (совместно с Семёном Слепаковым, режиссёр Борис Хлебников).

## Премии
- 2002 — Финалист премии «Национальный бестселлер», сборник рассказов «Song for lovers».
- 2005 — Премия «Индепендент» за переводную прозу.
- 2008 — Лауреат премии Овидия[англ.].

## Семья
- Сын — Василий (род. 2006)
- Дочь — Ярослава (род. 2010)